# Сплюшка сумбейська
Сплюшка сумбейська (Otus silvicola) — вид совоподібних птахів родини совових (Strigidae). Ендемік Індонезії.

## Опис
Довжина птаха становить 23-27 см. Верхня частина тіла світло-сіро-коричнева, поцяткована темними смугами. Крила темно-коричневі, поцятковані охристими смугами. Нижня частина тіла білувата або тьмяно-охриста, місцями поцяткована чіткими чорнуватими смугами. Лицевий диск світлий, над очима білуваті "брови", на голові відносно довгі пір'яні "вуха". Очі тьмяно-жовтувато-оранжеві, дзьоб сірувато-роговий, лапи оперені, кігті рогові. Голос — простий крик «кох», який часто повторюється.

## Поширення і екологія
Сумбейські сплюшки мешкають на островах Сумбава і Флорес в архіпелазі Малих Зондських островів. Вони живуть у вологих рівнинних і гірських тропічних лісах, на галявинах, у вторинних і бамбукових заростях, поблизу людських поселень, на висоті від 350 до 1699 м над рівнем моря. Живляться комахами та іншими безхребетними.